# 張立群 (澳門)
張立群（葡萄牙語：Vitor Cheung Lup-kwan，1938年—），男，祖籍广东開平，生於廣州，澳門商人，澳門特別行政區立法會議員。

## 生平
张立群祖籍广东开平金山乡冲尾村。2001年以「澳門社會經濟改革促進會」名義參與立法會直接選舉當選。2005年循間接選舉慈善、文化、教育、體育界別連任。2009年在該界別裏連任成功。2013及2017年則於文化及體育界當選。